# مارغريت فيليبس
مارغريت فيليبس (بالإنجليزية: Margaret Phillips)‏ هي ممثلة أمريكية، ولدت في 6 يوليو 1923، وتوفيت في 9 سبتمبر 1984 بسبب سرطان. من الجوائز التي نالتها جائزة المسرح العالمي سنة 1945.

## جوائز
- جائزة المسرح العالمي (1945)

## وصلات خارجية
- مارغريت فيليبس على موقع IMDb (الإنجليزية)
- مارغريت فيليبس على موقع قاعدة بيانات برودواي على الإنترنت (الإنجليزية)
- مارغريت فيليبس على موقع قاعدة بيانات الأفلام السويدية (السويدية)
- مارغريت فيليبس على موقع قاعدة بيانات الفيلم (الإنجليزية)